# Union démocrate caribéenne
L'Union démocrate caribéenne (UDC ; en anglais Caribbean Democrat Union, UDC) est une organisation internationale rassemblant les partis politiques conservateurs proches de l'Union démocrate internationale dans les Caraïbes.

## Membres
- Anguilla : Alliance nationale d'Anguilla (Anguilla National Alliance)
- Aruba : Démocratie réelle (Democracia Real)
- Belize : Parti démocratique uni (United Democratic Party)
- Dominique : Parti de la liberté de la Dominique (Dominica Freedom Party)
- Grenade : Nouveau Parti national (New National Party)
- Jamaïque : Parti travailliste de Jamaïque (Jamaica Labour Party)
- Montserrat : Nouveau Parti de la libération populaire (New People's Liberation Party)
- Saint-Christophe-et-Niévès : Mouvement d'action populaire (People's Action Movement)
- Sainte-Lucie : Parti uni des travailleurs (United Workers Party)
- Saint-Vincent-et-les-Grenadines : Nouveau Parti démocratique (New Democratic Party)

## Liens
L'UDC sur le site de l'UDI